# Pericoptus frontalis
Pericoptus frontalis är en skalbaggsart som beskrevs av Thomas Broun 1904. Pericoptus frontalis ingår i släktet Pericoptus och familjen Dynastidae. Inga underarter finns listade i Catalogue of Life.